# Robert Scheerer
Robert Scheerer (* 28. Dezember 1929 in Santa Barbara, Kalifornien; † 3. März 2018 in Valley Village, Los Angeles, Kalifornien) war ein US-amerikanischer Regisseur, Filmproduzent und Schauspieler.

## Leben und Karriere
Robert Sheerer war zwischen 1942 und 1946 als Schauspieler in kleineren Rollen in einigen Kinofilmen zu sehen. 1948 war er am Broadway neben Carol Channing im Musical Lend an Ear, für seine Leistung in diesem Stück erhielt er einen Theatre World Award. In den 1950er-Jahren trat er als Schauspieler in einigen Fernsehserien auf, ehe er sich zunehmend der Regiearbeit zuwandte.
Robert Scheerer hat im Lauf seiner Karriere vornehmlich für das Fernsehen gearbeitet. Seine Regie bei The Danny Kaye Show brachte ihm 1964 einen Emmy Award ein, bis in die 1980er-Jahre wurde er noch für neun weitere Emmys nominiert. Er war Regisseur zahlreicher US-Fernsehserien, darunter Falcon Crest, Matlock, Love Boat, Die Colbys, Raumschiff Enterprise: Das nächste Jahrhundert und Star Trek: Deep Space Nine.  Außerdem inszenierte er die Kinofilme Adam at Six A.M. (1970) mit Michael Douglas, die Disney-Fantasykomödie Big Boy – Der aus dem Dschungel kam (1973) und die Krimikomödie Cash Machine (1980). Auch produzierte er in den 1960er- und 1970er-Jahren einige Musicalshows für das Fernsehen, in denen unter anderem Frank Sinatra und Barbra Streisand Gastgeber waren.

## Filmografie (Auswahl)
Als Schauspieler
- 1942: What's Cookin'
- 1943: Mister Big
- 1943: How's About It
- 1946: Margie
- 1957: Robert Montgomery Presents (Fernsehserie, 1 Folge)

Als Regisseur
- 1970: Adam at Six A.M.
- 1973: Big Boy – Der aus dem Dschungel kam (The World’s Greatest Athlete)
- 1980: Cash Machine (How to Beat the High Co$t of Living)
- 1982–1984: Fame – Der Weg zum Ruhm (Fame; Fernsehserie, 18 Folgen)
- 1989–1993: Raumschiff Enterprise – Das nächste Jahrhundert (Star Trek: The Next Generation; Fernsehserie, 11 Folgen)
- 1989–1995: Matlock (Fernsehserie, 17 Folgen)
- 1995/1997: Star Trek: Raumschiff Voyager (Star Trek: Voyager; Fernsehserie, 2 Folgen)